# M/S Stockholm (1941)
M/S Stockholm var ett fartyg byggt för Svenska Amerika Linien år 1941.

## Historia
Den 10 mars 1940 sjösattes det fartyg som skulle ha blivit det största i Svenska Amerika Liniens historia, men när fartyget var klart att levereras i oktober 1941 behövde inte Svenska Amerika Linien fartyget på grund av det pågående kriget. Fartyget såldes den 3 november 1941 till Italia soc Anon di nav, Genua, Italien och döptes om till M/S Sabaudia.

### Tiden i Italien
Fartyget byggdes om till trupptransportfartyg och lades upp i Trieste. Den 9 september 1943 beslagtog den tyska ockupationsmakten fartyget och byggde om det till logementsfartyg. Den 6 juli 1944 utsattes Trieste för ett brittiskt bombangrep och fartyget bombades samt kantrade och sjönk. 1949 bärgades fartyget och höggs upp.